# Kubok Rossii 1993-1994
La Coppa di Russia 1993-1994 (in russo Кубок России?, Kubok Rossii) è stata la 2ª edizione del principale torneo a eliminazione diretta del calcio russo. Il torneo è iniziato il 18 aprile 1993 ed è terminato il 22 maggio 1994, con la finale giocata allo Stadio Lužniki di Mosca. Lo Spartak Mosca ha vinto la coppa, battendo ai rigori CSKA Mosca.

## Formula
La Coppa si dipanava su 8 turni, tutti disputati in gara unica.

## Primo Turno
Le partite furono disputate tra il 18 aprile 2 maggio 1993.
| Squadra 1                          | Risultato       | Squadra 2                       |
| ---------------------------------- | --------------- | ------------------------------- |
| Urartu Grozny                      | 1 – 2           | Terek Groznyj                   |
| Avtodor-Olaf Vladikavkaz           | -               | Erzu Grozny                     |
| Kavkazkabel' Prochladnyj           | 3 – 0           | Anži                            |
| Avtozapčast' Baksan                | 1 – 2           | Spartak Nal'čik                 |
| Družba Budënnovsk                  | 1 – 0           | Asmaral Kislovodsk              |
| Beštau                             | 1 – 0 (dts)     | Nart Čerkessk                   |
| Torpedo Armavir                    | 2 – 2 (0-3 dcr) | Kolos Krasnodar                 |
| Mašuk Pjatigorsk                   | 1 – 1 (7-6 dcr) | Sherstyanik Nevinnomyssk        |
| Venets Gul'kevitchi                | 1 – 2           | Družba Majkop                   |
| Chimik Belorečensk                 | 3 – 1           | Kuban'                          |
| Kuban' Barannikovsky               | 1 – 2           | Gekris Novorossijsk             |
| Niva Slavyansk                     | 1 – 2           | Spartak Anapa                   |
| Šachtër Šachty                     | 1 – 0           | Rostselmash-2                   |
| SKA Rostov                         | 0 – 1           | APK Azov                        |
| Metallurg Krasny Sulin             | 2 – 0           | Torpedo Taganrog                |
| Saljut Belgorod                    | 0 – 2           | Fakel Voronež                   |
| Avangard Kursk                     | 2 – 1           | Orël                            |
| Arsenal Tula                       | 1 – 0           | Metallurg Lipeck                |
| SUO Mosca                          | 2 – 4           | Oka Kolomna                     |
| Turbostroitel'                     | 2 – 1           | Lokomotiv-D Mosca               |
| Gatchina                           | 0 – 2           | Smena-Saturn San Pietroburgo    |
| Lokomotiv S.P.                     | 0 – 2           | Zenit San Pietroburgo           |
| Prometej-Dinamo S.P.               | 1 – 0 (dts)     | Dinamo Vologda                  |
| Progress Černjachovsk              | 0 – 1           | Baltika                         |
| Mašinostroitel' Pskov              | 1 – 0           | Istra                           |
| Spartak Kostroma                   | 0 – 1           | Tekstilščik Ivanovo             |
| Saturn                             | 0 – 3           | Znamja Truda                    |
| Dinamo-2 Mosca                     | 0 – 3           | Mosėnergo                       |
| Torpedo Mytishchi                  | 3 – 2           | CSKA-2 Moska                    |
| Torgmaš Ljubercy                   | 1 – 0 (dts)     | Titan Reutov                    |
| Viktor-Avangard Kolomna            | 4 – 3 (dts)     | Spartak-2 Mosca                 |
| Asmaral-2 Mosca                    | 1 – 0 (dts)     | Interros Mosca                  |
| Torpedo-D Mosca                    | 1 – 3           | Dinamo-2 Mosca                  |
| CSKA-2 Moska                       | 8 – 1           | Kosmos-Kvest Dolgoprudnyj       |
| Torpedo Pavlovo                    | 0 – 2 (dts)     | Chimik Dzeržinsk                |
| Torpedo Arzamas                    | 2 – 0           | Svetotechnika Saransk           |
| Sputnik Kimry                      | 2 – 3           | Torpedo Vladimir                |
| Vympel Rybinsk                     | 2 – 2 (5-3 dcr) | Šinnik                          |
| Irgiz Balakovo                     | 1 – 0           | Lada Togliatti                  |
| Zarya Krotovka                     | 2 – 1           | Zenit Penza                     |
| Saranskexport Saransk              | 2 – 0           | Torpedo Rjazan'                 |
| Tekstil'ščik Išeevka               | 1 – 0           | Lada Dimitrovgrad               |
| Zvezda Gorodišče                   | 0 – 1           | Sokol Saratov                   |
| Rotor-2                            | 2 – 1           | Avangard Kamyšin                |
| Atommaš Volgodonsk                 | 0 – 1           | Torpedo Volžskij                |
| Astrateks                          | 2 – 2 (3-2 dcr) | Volgar' Astrachan'              |
| Vjatka Kirov                       | 2 – 2 (4-3 dcr) | Gornjak Učaly                   |
| Azamat Čeboksary                   | 1 – 2           | Neftechimik                     |
| Elektron Vyatskiye Polyany         | 0 – 0 (4-3 dcr) | Družba Joškar-Ola               |
| KamAZavtocentr Naberezhnye Tchelny | 1 – 0           | Rubin-TAN Kazan'                |
| KDS Samrau                         | 1 – 0           | Torpedo Miass                   |
| Devon Oktiabr'sky                  | 1 – 0 (dts)     | Sodovik                         |
| Metallurg Novotroick               | 1 – 0 (dts)     | Metallurg Magnitogorsk          |
| Gazovik Iževsk                     | 2 – 1 (dts)     | Zvezda Perm'                    |
| Uralec-TS Nižnij Tagil             | 3 – 2           | Zenit Iževsk                    |
| Trion-Volga Tver'                  | -               | Kosmos-Kirovets San Pietroburgo |
| Voločanin Vyšnij Voloček           | -               | Bulat Čerepovec                 |
| Energiya Tchaikovsky               | 1 – 0           | Torpedo Izhevsk                 |
| Čkalovec                           | 1 – 2           | Metallurg Novokuzneck           |
| Dinamo-Gazovik                     | 4 – 0           | Tom' Tomsk                      |
| Metallurg Krasnojarsk              | 2 – 1           | Zvezda Irkutsk                  |
| Kuzbass Kemerovo                   | 2 – 1           | Selenga                         |

## Secondo turno
Le partite furono disputate tra il 7 e il 23 maggio 1993.
| Squadra 1                     | Risultato       | Squadra 2                          |
| ----------------------------- | --------------- | ---------------------------------- |
| Terek Groznyj                 | -               | Avtodor-Olaf Vladikavkaz           |
| Spartak Nal'čik               | 4 – 3           | Kavkazkabel' Prochladnyj           |
| Beštau                        | 1 – 1 (3-2 dcr) | Družba Budënnovsk                  |
| Mašuk Pjatigorsk              | 2 – 1           | Kolos Krasnodar                    |
| Družba Majkop                 | 2 – 1           | Chimik Belorečensk                 |
| Gekris Novorossijsk           | 1 – 0           | Spartak Anapa                      |
| APK Azov                      | 3 – 0           | Šachtër Šachty                     |
| Fakel Voronež                 | 2 – 0           | Metallurg Krasny Sulin             |
| Arsenal Tula                  | 6 – 0           | Avangard Kursk                     |
| Oka Kolomna                   | 2 – 3 (dts)     | Turbostroitel'                     |
| Smena-Saturn San Pietroburgo' | 3 - 1           | Trion-Volga Tver'                  |
| Zenit San Pietroburgo         | 7 – 1 (dts)     | Prometej-Dinamo S.P.               |
| Baltika '                     | 1 – 0           | Mašinostroitel' Pskov              |
| Tekstilščik Ivanovo           | 0 – 1           | Bulat Čerepovec                    |
| Metallurg Novokuzneck         | 1 – 2           | Dinamo-Gazovik                     |
| Znamja Truda                  | 0 – 5           | Mosėnergo                          |
| Torpedo Mytishchi             | 1 – 0           | Torgmaš Ljubercy                   |
| Viktor-Avangard Kolomna       | 3 – 1 (dts)     | Asmaral Mosca-2                    |
| Dinamo-2 Mosca                | 0 – 3           | CSKA-2 Moska                       |
| Chimik Dzeržinsk              | 1 – 3           | Torpedo Arzamas                    |
| Torpedo Vladimir              | 2 – 3 (dts)     | Vympel Rybinsk                     |
| Irgiz Balakovo                | 5 – 1           | Zarya Krotovka                     |
| Saranskexport Saransk         | 0 – 1           | Tekstil'ščik Išeevka               |
| Sokol Saratov                 | 3 – 1           | Rotor-2                            |
| Torpedo Volžskij              | 6 – 0           | Astrateks                          |
| Neftechimik                   | 2 – 1           | Vjatka Kirov                       |
| Elektron Vyatskiye Polyany    | 0 – 1           | KamAZavtocentr Naberezhnye Tchelny |
| KDS Samrau                    | 2 – 0           | Energiya Tchaikovsky               |
| Metallurg Novotroick          | 4 – 0           | Devon Oktiabr'sky                  |
| Gazovik Iževsk                | 1 – 3           | Uralec-TS Nižnij Tagil             |
| Metallurg Krasnojarsk         | -               | Kuzbass Kemerovo                   |

## Terzo turno
Al turno erano ammesse le 31 qualificate del turno precedente e il KAMAZ.
Le partite furono disputate tra il 28 maggio e il 28 giugno 1993.
| Squadra 1                    | Risultato | Squadra 2                          |
| ---------------------------- | --------- | ---------------------------------- |
| CSKA-2 Moska                 | 0 – 2     | Viktor-Avangard Kolomna            |
| Torpedo Arzamas              | 5 – 2     | Vympel Rybinsk                     |
| Tekstil'ščik Išeevka         | 4 – 5     | Irgiz Balakovo                     |
| Torpedo Volžskij             | 2 – 1     | Sokol Saratov                      |
| Neftechimik                  | 2 – 0     | KamAZavtocentr Naberezhnye Tchelny |
| Metallurg Novotroick         | 4 – 0     | KDS Samrau                         |
| Uralec-TS Nižnij Tagil       | 0 – 1     | KAMAZ                              |
| Spartak Nal'čik              | 4 – 5     | Terek Groznyj                      |
| Beštau                       | 2 – 0     | Mašuk Pjatigorsk                   |
| Fakel Voronež                | -         | APK Azov                           |
| Turbostroitel'               | 0 – 2     | Arsenal Tula                       |
| Smena-Saturn San Pietroburgo | 5 - 2     | Zenit San Pietroburgo              |
| Bulat Čerepovec              | 0 – 1     | Baltika                            |
| Mosėnergo                    | 2 – 0     | Torpedo Mytishchi                  |
| Dinamo-Gazovik               | 1 – 2     | Metallurg Krasnojarsk              |
| Gekris Novorossijsk          | 4 – 1     | Družba Majkop                      |

## Sedicesimi di finale
Al turno parteciparono le 16 promosse del turno precedente e le restanti 16 partecipanti alla Vysšaja Liga 1993 (con l'eccezione del Luč Vladivostok che non prese parte alla coppa); queste ultime disputarono il turno in trasferta.
Le partite furono disputate tra il 3 e il 7 luglio 1993.
| Squadra 1                    | Risultato       | Squadra 2               |
| ---------------------------- | --------------- | ----------------------- |
| KAMAZ                        | 2 – 0           | Uralmaš                 |
| Beštau                       | 2 – 0           | Dinamo Stavropol'       |
| Fakel Voronež                | 0 – 1           | Rostsel'maš             |
| Arsenal Tula                 | 1 – 2           | Lokomotiv Mosca         |
| Smena-Saturn San Pietroburgo | 1 – 0           | Torpedo Mosca           |
| Mosėnergo                    | 1 – 2           | Asmaral                 |
| Viktor-Avangard Kolomna      | 0 – 2           | Dinamo Mosca            |
| Torpedo Volžskij             | 0 – 2           | Rotor                   |
| Neftechimik                  | 0 – 5           | Spartak Mosca           |
| Metallurg Krasnojarsk        | 3 – 1           | Okean                   |
| Terek Groznyj                | 5 – 6           | Spartak Vladikavkaz     |
| Gekris Novorossijsk          | 1 – 1 (4-3 dcr) | Žemčužina-Soči          |
| Baltika                      | 0 – 1           | CSKA Mosca              |
| Torpedo Arzamas              | 2 – 2 (5-4 dcr) | Lokokomtiv Nižnij Novg. |
| Metallurg Novotroick         | 0 – 0 (4-3 dcr) | Kryl'ja Sovetov Samara  |
| Irgiz Balakovo               | 1 – 0           | Tekstil'ščik Kamyšin    |

## Ottavi di finale
Le partite furono disputate tra il 17 luglio e il 14 agosto 1993.
| Squadra 1           | Risultato   | Squadra 2                    |
| ------------------- | ----------- | ---------------------------- |
| Dinamo Mosca        | 2 – 0       | Torpedo Arzamas              |
| Rotor               | 5 – 0       | Irgiz Balakovo               |
| Spartak Vladikavkaz | 6 – 0       | Beštau                       |
| Asmaral             | 1 – 2       | CSKA Mosca                   |
| Rostsel'maš         | 1 – 2       | Gekris Novorossijsk          |
| Lokomotiv Mosca     | 2 – 1 (dts) | Smena-Saturn San Pietroburgo |
| KAMAZ               | 6 – 0       | Metallurg Krasnojarsk        |
| Spartak Mosca       | 5 – 0       | Metallurg Novotroick         |

## Quarti di finale
Le partite furono disputate tra il 13 e il 23 aprile 1994.
| Squadra 1               | Risultato       | Squadra 2           |
| ----------------------- | --------------- | ------------------- |
| Černomorec Novorossijsk | 0 – 2           | Spartak Vladikavkaz |
| Lokomotiv Mosca         | 2 – 2 (3-4 dcr) | CSKA Mosca          |
| Rotor                   | 0 – 1           | Dinamo Mosca        |
| KAMAZ                   | 1 – 3           | Spartak Mosca       |

## Semifinali
Le partite furono disputate il 6 e il 7 maggio 1994.
| Squadra 1    | Risultato       | Squadra 2           |
| ------------ | --------------- | ------------------- |
| Dinamo Mosca | 0 – 1           | Spartak Mosca       |
| CSKA Mosca   | 1 – 1 (5-3 dcr) | Alanija Vladikavkaz |

## Finale
| Arbitro: | S. Khusainov |

|                                      |                      |                                    |
| Ledjachov 6’ Karpin 11’              | Marcatori            | 39’ Radimov 58’ Bystrov            |
| Ledjachov Onopko Ternavskij Aleničev | Tiri di rigore 4 – 2 | Grišin Bušmanov Kuprijanov Bystrov |